# Brescia
Brescia (en llombard Bressa, pronunciat [ˈbrɛsa] o [ˈbrɛhɑ]; en italià Brescia, pronunciat [ˈbreʃa]) és una ciutat d'Itàlia, capital de la província homònima, a la regió de la Llombardia. Està situada entre Bèrgam i Verona.
És un centre agrícola i industrial amb indústries modernes i nus de comunicacions.
Hi queden moltes restes de l'antiga ciutat romana, entre elles el temple anomenat d'Hèrcules, i columnes corínties que podrien ser part del Fòrum. S'hi han trobat també obres de bronze, amb una estàtua de la victòria, i moltes inscripcions.
Entre els edificis de l'Edat Mitjana cal esmentar la catedral vella o Rotonda (segles xi i xii), el Broletto (segles xii-xiii), les esglésies de Sant Francesc (segle xiii), Sant Joan Evangelista (segle xv) i Santa Maria dels Miracles (segle xvi), i la catedral nova, del 1604.
Entre els edificis moderns cal destacar la Loggia (o Casa de la vila), iniciada el 1493, i la torre del rellotge. El Museu de l'Edat Cristiana conté moltes peces paleocristianes.

## Història

### Història antiga
Amb el nom de Bríxia (Brixia) fou fundada pels Cenomans quan van creuar els Alps i van ocupar aquesta part d'Itàlia, i en fou la seva capital segons Tit Livi. Era a la riba del riu Mela, que la creuava, si bé actualment aquest riu passa a l'oest de la ciutat (segurament per haver-se desviat) i es troba a la vora del riu Garza. Ptolemeu l'assigna als Ínsubres, però això fou segurament un error. Els gals brixians van ajudar Roma el 218 aC contra els bois revoltats, mentre la major part dels cenomans eren al costat del rebels.
Sotmesa a Roma fou incorporada a Itàlia amb la Gàl·lia Transpadana i fou part de la província de la Gàl·lia Cisalpina (225 aC).
Fou una ciutat important sobretot durant l'imperi i Estrabó diu que només era inferior a Milà (Mediolanum) i Verona, i parella amb Màntua i Comum (Como). Plini diu que fou colònia, confirmat per algunes inscripcions (Colònia Cívica Augusta), suposadament fundada en temps d'August, i probablement formada per ciutadans i no per soldats. Les inscripcions esmenten als magistrats locals, sacerdots, corporacions i col·legis d'oficis i altres circumstàncies. Fou municipi durant l'imperi.
El seu territori era extens i hi vivien algunes tribus alpines subjectes als cenomans, entre elles els Triumpilins de l'alta vall del riu Mela (la Val Trompia), els sabinis (la Val Sabbia o Val della Chiese) i els habitants de l'oest del llac Benacus. Depenien de Brixia les ciutats de Volberna (avui Vobarno), Edrum (avui Idro), Vargadum (Gavardo) i altres. El 452 fou saquejada per Àtila, però es va recuperar.

### Edat mitjana

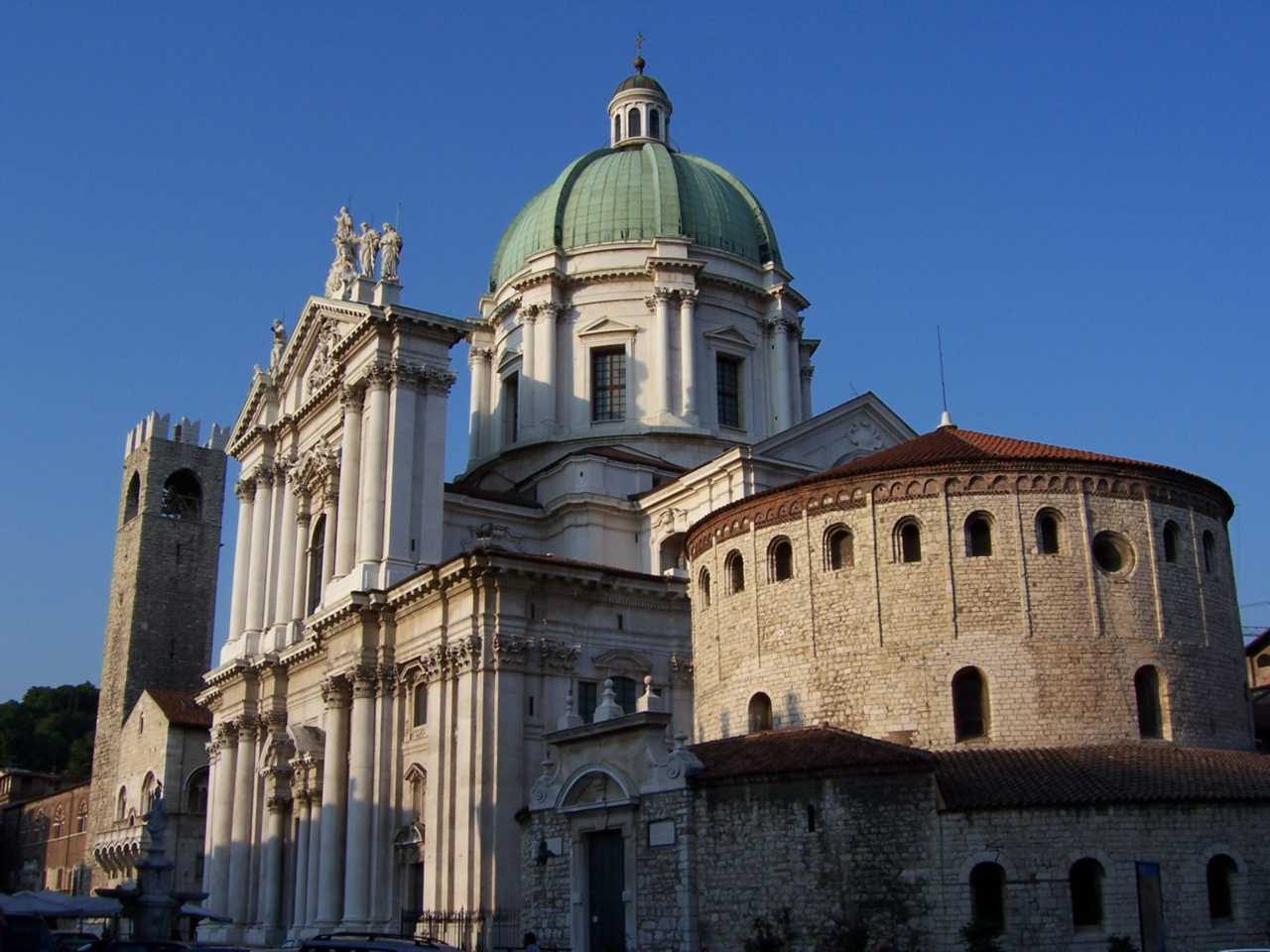
Imatge de la catedral de Brescia

Brixia va seguir el mateix destí polític d'Itàlia (hèruls 476-491, ostrogots 491-538, romans d'Orient 538-569 i llombards 569-774). Sota els llombards es va formar el ducat de Bríxia del que es coneixen alguns ducs:
El primer Alaxi I vers el 575; Rotari, que el 636 fou proclamat rei dels llombards, era abans duc de Bríxia; Gaidoald fou duc de Bríxia a final del segle VII i duc de Trent del 690 al 692; vers principis del segle viii era duc Marquard; el darrer duc fou Potho que va governar fins al 774. Després fou part del Regne d'Itàlia dins l'imperi Carolingi fins que el 888 va passar a Borgonya. El [926] els bisbes van assolir el domini temporal.
El duc o marquès Tedald la va dominar del 980 al 1012 i el va seguir Bonifàs (1012-1052) i després la seva filla coneguda com a Matilde de Canossa (1052-1115). A la mort de Matilde es va constituir en ciutat lliure.
Del 1195 al 1257 fou governada per vicaris imperials. El 1257 fou dominada per Ezzelino di Romano i després el 1259 va passar a Obert Pallavicini, que va exercir com Capo de Repubblica" i no pas com a senyor; Obert va governar també a Cremona i altres llocs. Va morir el 1266 i la ciutat va passar a Milà per tres anys fins que el rei Carles de Nàpols la va ocupar el 1269 i la va mantenir fins al 1281 en què les institucions republicanes es van restablir.
El 1298 la família Maggi va assolir el control de la república i Bernat (1298-1308) i Mateu Maggi (1308-1311) van exercir successivament el poder. Del 1311 al 1313 fou domini imperial i la república va continuar el 1313 fins que el 1319 va quedar sota domini de Robert rei de Nàpols.
El 1330 va tornar a domini imperial, però el 1332 fou incorporada a Verona pels Scalagieri (Della Scala) i el 1337 a Milà. Els Visconti la van dominar fins al 1403 en què va prendre el poder Joan Rozzone, fins que a l'any següent se n'apoderà Pandolf Malatesta, que també va governar a Bèrgam (1404-1421). El 1421 va tornar a Milà que la va cedir a la República de Venècia el 1426. En febrer de 1439, durant les Guerres de Llombardia, Biagio Assereto va derrotar un estol venecià protegit per Gattamelatta que es va transportar de l'Adige al llac Garda per terra amb l'objectiu d'aixecar el setge milanès de Brescia. Venècia la va conservar fins al 1797 tret d'un breu interval d'ocupació francesa del 1509 al 1516.

### Història Moderna
El 1797 Brèscia fou conquerida pels francesos i incorporada a la República Cisalpina. El 1815 el Congrés de Viena la va cedir a Àustria com a part del Regne Llombardovènet. Revoltada el 1848 fou recuperada pels austríacs el 1849. El 1860 va passar a Itàlia.

## Fills il·lustres
- Giovanni Ghizzolo, eclesiàstic i compositor de música religiosa.
- Gregorio Turini (1560-1600), compositor.
- Giulio Aleni (1582-1649), jesuïta matemàtic, geògraf, missioner a la Xina.
- Diamante Medaglia Faini (1724-1770), poeta, acadèmica i dona de ciència italiana.
- Giovanni Maria Rubinelli (1753-1829), cantant d'òpera castrat.
- Domenico Crivelli (1794-1856) compositor i professor de cant.
- Antonio Scandelli (1517-1580) compositor madrigalista.
- Carlo Francesco Pollarolo (1653-1727) compositor i mestre de capella.
- Pietro Pompeo Sales, (1729-1797) compositor i mestre de capella.